# Nariz (Aveiro)
Nariz é uma povoação portuguesa do Município de Aveiro que foi sede da extinta Freguesia de Nariz, freguesia que tinha 9,32 km² de área e 1 418 habitantes (2011). 
A Freguesia de Nariz foi extinta em 2013, no âmbito de uma reforma administrativa nacional, tendo sido agregada às freguesias de Nossa Senhora de Fátima e Requeixo, para formar uma nova freguesia denominada Requeixo, Nossa Senhora de Fátima e Nariz com sede em Nossa Senhora de Fátima.
A freguesia era composta pelas localidades de Nariz, Verba e Vessada.
Nariz deve o nome ao seu padroeiro, S. Pedro de Náris. A sua principal festa é a Nossa Senhora do Rosário, celebrada no primeiro domingo de Agosto, tipicamente entre 1 e 5 de Agosto.

## População
| População da freguesia de Nariz | População da freguesia de Nariz | População da freguesia de Nariz | População da freguesia de Nariz | População da freguesia de Nariz | População da freguesia de Nariz | População da freguesia de Nariz | População da freguesia de Nariz | População da freguesia de Nariz | População da freguesia de Nariz | População da freguesia de Nariz | População da freguesia de Nariz | População da freguesia de Nariz | População da freguesia de Nariz | População da freguesia de Nariz |
| ------------------------------- | ------------------------------- | ------------------------------- | ------------------------------- | ------------------------------- | ------------------------------- | ------------------------------- | ------------------------------- | ------------------------------- | ------------------------------- | ------------------------------- | ------------------------------- | ------------------------------- | ------------------------------- | ------------------------------- |
| 1864                            | 1878                            | 1890                            | 1900                            | 1911                            | 1920                            | 1930                            | 1940                            | 1950                            | 1960                            | 1970                            | 1981                            | 1991                            | 2001                            | 2011                            |
| 735                             | 698                             | 745                             | 772                             | 816                             | 915                             | 949                             | 1.102                           | 1.192                           | 1.179                           | 991                             | 1.164                           | 1.293                           | 1.467                           | 1.418                           |

Em 1864 fazia parte do concelho de Oliveira do Bairro, passando para o de Aveiro por decreto de 04/12/1872
| Distribuição da População por Grupos Etários | Distribuição da População por Grupos Etários | Distribuição da População por Grupos Etários | Distribuição da População por Grupos Etários | Distribuição da População por Grupos Etários | Distribuição da População por Grupos Etários | Distribuição da População por Grupos Etários | Distribuição da População por Grupos Etários | Distribuição da População por Grupos Etários | Distribuição da População por Grupos Etários |
| -------------------------------------------- | -------------------------------------------- | -------------------------------------------- | -------------------------------------------- | -------------------------------------------- | -------------------------------------------- | -------------------------------------------- | -------------------------------------------- | -------------------------------------------- | -------------------------------------------- |
| Ano                                          | 0-14 Anos                                    | 15-24 Anos                                   | 25-64 Anos                                   | > 65 Anos                                    |                                              | 0-14 Anos                                    | 15-24 Anos                                   | 25-64 Anos                                   | > 65 Anos                                    |
| 2001                                         | 249                                          | 235                                          | 732                                          | 251                                          |                                              | 17,0%                                        | 16,0%                                        | 49,9%                                        | 17,1%                                        |
| 2011                                         | 206                                          | 164                                          | 803                                          | 245                                          |                                              | 14,5%                                        | 11,6%                                        | 56,6%                                        | 17,3%                                        |

## Património
- Igreja de São Pedro (matriz)
- Cruzeiro
- Capelas de Verba e de Santo António
- Edifício do Centro Cultural e Social de Verba
- Estaleiros navais